# Govert Bidloo
Govert Bidloo, nizozemski zdravnik, anatom, pesnik in dramatik, * 12. marec 1649, Amsterdam, Nizozemska, † 30. marec 1713, Leiden, Nizozemska.
Deloval je v času nizozemske zlate dobe. Bil je osebni zdravnik Williama III. Orange-Nassavskega.